# Лерес
Лерес (исп. Río Lérez) — река в испанском регионе Галисия. Берёт исток в горах Сьерра-дель-Кандан (1014 м). Течёт по территории провинции Понтеведра в области Риас-Бахас. Впадает в бухту Понтеведра Атлантического океана, у Пойо и Понтеведры, к северу от устья реки Миньо, к югу от устья реки Улья.
Помпоний Мела называет реку Лерон (лат. Laeros).